# ITIH2
El inhibidor de Inter-Alfa-tripsina de cadena pesada H2 es una proteína que en los humanos está codificada por el gen ITIH2.
Se sabe que contiene un dominio Gla y, por lo tanto, depende de modificaciones postraduccionales dependientes de vitamina K. Su función es presumiblemente dependiente de iones de calcio.